# Aegopodium alpestre
Aegopodium alpestre är en växtart i kirskålssläktet (Aegopodium) och familjen flockblommiga växter. Den beskrevs av Carl Friedrich von Ledebour 1829.
Aegopodium alpestre är en perenn ört som blir omkring 0,5 meter hög. Den får i juni och juli vita blommor i flock. Arten förekommer i tempererat klimat i stora delar av Asien, från Sibirien och Japan över norra Kina och Centralasien till Pakistan.